# Ао Пханг Нга
Ао Пханг Нга (на тайски: อุทยานแห่งชาติอ่าวพังงา) е национален парк в провинция Панг Нга в южната част на Тайланд.
Създаден е на 29 април 1981 година. Заема около 400 km² по крайбрежието на Индийския океан и прилежащите острови.